# Acutancia

Ampliación de la acutancia en una imagen digital. En la barra izquierda se ha acentuado exageradamente la acutancia; en el detalle (parte inferior) se ve que el efecto se debe a la amplificación del contraste entre píxeles contiguos.

La acutancia de una imagen es el grado de contraste que se observa en el límite entre detalles que difieren por su luminancia o densidad óptica. Cuanto más contrastado sea el límite entre una zona oscura y otra más clara, mayor es la acutancia y con ella la nitidez percibida en la imagen. La definición o resolución de la imagen no crecen cuando aumenta la acutancia, pero sí la capacidad para distinguir los detalles y la sensación subjetiva, que es la de un aumento de definición, de detalle. El sistema perceptivo visual humano es capaz de distinguir detalles más pequeños cuando su contraste es mayor.

## Fotografía y percepción del contraste
La acutancia también describe la capacidad de registro de un observador o de una cámara fotográfica en términos de la definición del contraste percibida.
En este sentido la acutancia puede variar según el tipo de soporte sensible a la luz que emplee dicha cámara, sea de película emulsionada, negativo o sensor CCD de una cámara digital.